# 岩上智一郎
岩上 智一郎（いわかみ ともいちろう、1971年（昭和46年）9月13日 - ）は、日本の格闘技選手。

## 略歴
埼玉県川越市出身。私立西武台高等学校を卒業後、朝霞の陸上自衛隊、その後北海道の倶知安駐屯地に配属。退隊後、探偵事務所勤務。その後横浜八景島シーパラダイスの広告代理業勤務のあと、全日本プロレスの入門テストへ受かる。しかし左肘を故障し断念。（彼のHP及びDEEPHPより参照）
浅草ビューホテル最上階のベルヴェデールにてバーテンダーを経験し、新宿歌舞伎町へ渡る。
そこで様々な裏稼業をし、第1回グラップリングトーナメントへ出場。して三十歳になってからピアノを始める。
歌舞伎町浄化作戦のあと貸金業社を経て、川越にて整体院を開業。2007年に自身の体験を元にした小説『新宿クレッシェンド』が、翻訳会社サイマリンガル社の「第2回世界で一番泣きたい小説グランプリ」に受賞する。
同年1月14日に総合格闘技DEEPのオファーを受け格闘技の世界へと復帰するも、職場は転々とし、2010年1月に世界で一番長い小説を書くと表明し、消息不明。（彼のＨＰより参照）

## 小説
- 新宿クレッシェンド（2008年1月 サイマリンガル）

## 受賞歴
- 2007年 - 第2回世界で一番泣きたい小説グランプリ

## その他
- 中学、高校時代はサッカー部に所属。